# Wondair
Wondair (Wondair On Demand Aviation) es una aerolínea española con sede en Valencia. Ofrece servicios aéreos a la carta para negocios. Su base operativa se encuentra en el aeropuerto de Valencia. Es propiedad del grupo Grefusa.

## Vuelos
La flota de Wondair dispone para sus vuelos de los modelos:
- Citation Ultra C-560
- Citation Jet C-525